# Identidad secreta

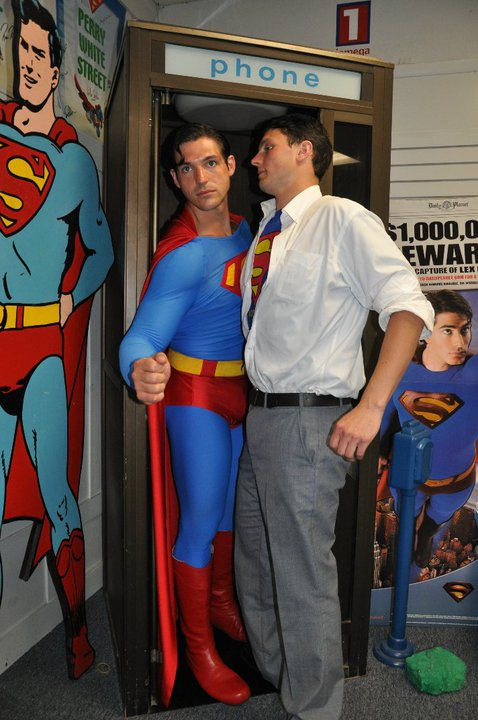
Superman usando una cabina telefónica para cambiarse y ocultar su identidad secreta de Clark Kent.

La identidad secreta es una técnica mediante la cual algunos superhéroes crean para sí dos identidades diferentes: una identidad como persona civil, y otra distinta como superhéroe, manteniendo en secreto la relación entre ambas. Básicamente, esto lo logran poniéndose (o quitándose) el disfraz y adoptando una identidad distinta a la que públicamente ostentan como héroes. También puede ser usada por supervillanos espías, detectives y agentes privados, principalmente para autoprotegerse.
No debe confundirse la identidad secreta con la identidad civil. La identidad secreta es apenas una relación entre la civil y la heroica. Algunos héroes como Wonder Woman o Aquaman en DC Comics o el Capitán América, Namor o Los 4 Fantásticos en Marvel Comics poseen identidades civiles conocidas públicamente; mientras que en otros como Orión o Silver Surfer, en general personajes de naturaleza ajena a la civilización humana, el concepto de identidad civil es inaplicable. 
Por otra parte, en muy contados casos una identidad secreta lo es completamente, y es frecuente que haya otros personajes que estén al tanto de la misma (otros héroes, villanos específicos, familiares o allegados, instituciones para las cuales el superhéroe trabaje, etc). Básicamente, una identidad se considera secreta si lo es para el público en general del universo de ficción donde se desarrolla la historia. 

## Tipos de identidades secretas
- El ejemplo más clásico es el de Clark Kent (Superman), Bruce Wayne (Batman) o Peter Parker (Spider-Man): el superhéroe es una persona de aspecto común, que utiliza un disfraz cuando debe actuar como superhéroe.
- Otros personajes, en cambio, no poseen un aspecto humano común, ya sea por desfiguraciones o mutaciones o simplemente por no ser humanos; en este caso el disfraz empleado es el que otorgue un aspecto humano falso.
- El personaje puede, en lugar de disfrazarse, alterar la fisonomía de su cuerpo para convertirse entre una identidad y la otra. El caso más conocido es el de Hulk.
- El personaje puede transformarse de una identidad a la otra de una forma mágica, realizando un acto específico o pronunciando una palabra mágica. 
  - En algunos escasos casos, dichas transformaciones establecen una relación entre dos personajes diferentes, un humano y un superhéroe, en que uno se transforma en el otro y viceversa. Los ejemplos principales son Capitán Marvel / Rick Jones y Thor / Jake Olson.

## Motivaciones
- Los principales motivos de los superhéroes para mantener identidades secretas son el de mantener la seguridad propia, de su familia y amigos y de sus propiedades, no atrayendo sobre sí los deseos de venganza de los supervillanos; así como también gozar de un grado de intimidad.
- Otra motivación es cuando las actividades del superhéroe son consideradas "criminales" por las fuerzas del orden o por los medios de prensa. La identidad secreta permite escapar de la persecución.
- Una identidad de superhéroe puede ser asumida por un aliado confiable con habilidades similares si el dueño habitual de dicha identidad no pudiera seguir haciendo uso de la misma. En particular, todas las identidades heroicas creadas por Henry Pym fueron también asumidas por otras personas.
- En el caso de algunos héroes no humanos con un poder muy grande, como Superman o Thor, el uso de una identidad secreta les permite reforzar su conexión con la humanidad.

- En el caso de los supervillanos para no sepan que sean criminales como Deadshot o Bullseye

## Principales identidades secretas
Nota: Estas identidades secretas son ejemplos paradigmáticos, pero pueden haber sufrido modificaciones o rectificaciones en diversos puntos de las historias de los personajes. 

### En DC Comics
- Superman: Clark Kent, John Kent
- Batman: Bruce Wayne
- Wonder Woman: Diana Prince
- Flash: Barry Allen, Wally West
- Linterna Verde: Hal Jordan, John Stewart, Kyle Rayner, Jessica Cruz
- Detective Marciano: J'onn J'onzz
- Flecha Verde: Oliver Queen
- Robin: Dick Grayson, Jason Todd, Tim Drake, Damian Wayne
- Supergirl:Linda Danvers, Kara Kent, Kara Danvers

### En Marvel Comics
- Spider-Man: Peter Parker,Miles Morales
- Capitán América: Steve Rogers
- Iron Man: Tony Stark
- Thor: Donald Blake, Jake Olson
- Hulk: Bruce Banner
- Ojo de Halcón: Clint Barton
- Gata Negra: Felicia Hardy
- Máquina de Guerra: Jim Rhodes
- Daredevil:Matt Murdock

### Otros
- Ben Tennyson: Identidad secreta oculta bajo sus transformaciones alienígenas, hasta Ben 10: Ultimate Alien.
- Lucky Girl (chica de la Suerte): antiguo alter ego de Gwen Tennyson
- Underdog: Lustrador
- Sheik: Princesa Zelda
- Bob Parr: Mr. Increíble
- Helen Parr: Elastigirl
- Ping: antiguo alter ego de Fa Mulan
- Ladybug: Marinette Dupain-Cheng
- Cat Noir: Adrien Agreste
- Omni-Man :Nolan Grayson
- Don Diego de la Vega: El Zorro

- Datos: Q930420